# Pseudomonarchia daemonum
Pseudomonarchia daemonum es un apéndice de un tratado en brujería titulado De praestigiis daemonum, escrito por Johann Weyer (alias Wier, Wierus) en 1577. En este texto, Wier listó y jerarquizó los nombres de varios demonios acompañándolos de una descripción que incluye las horas apropiadas y los rituales para conjurarlos. A diferencia del grimorio La llave menor de Salomón contiene información de 68 demonios (en lugar de 72), y cambia tanto el orden como algunas descripciones de demonios. Los demonios no listados en este libro son Vassago, Seere, Dantalion y Andromalius. Otra diferencia con La llave menor de Salomón es que no atribuye sellos a los demonios.

## Los 69 Demonios
1. Rey Baël
2. Duque Agares
3. Presidente Marbas
4. Príncipe / Duque Pruslas
5. Marqués Amon
6. Duque / Conde Barbatos
7. Presidente Buer
8. Duque Gusion
9. Conde / Presidente Botis
10. Duque Bathin
11. Rey Purson
12. Duque Eligos
13. Marqués Loray
14. Duque Valefor
15. Conde / Presidente Marax
16. Príncipe / Conde Ipos
17. Presidente Glasya labolas
18. Marqués Naberius
19. Duque Zepar
20. Rey Byleth
21. Príncipe Sytry
22. Rey Paimon
23. Rey Bélial
24. Duque Bune
25. Marqués Forneus
26. Marqués / Conde Roneve
27. Duque Berith
28. Duque Astaroth
29. Presidente Foras
30. Conde Furfur
31. Marqués Marchocias
32. Presidente Malphas
33. Duque Vepar
34. Marqués Sabnac
35. Rey Sidonay
36. Príncipe / Presidente Gaap
37. Duque / Marqués Chax
38. Duque Pucel
39. Caballero Furcas
40. Duque / Conde Murmullo
41. Presidente Caym
42. Conde Raum
43. Conde Halphas
44. Duque Focalor
45. Rey / Conde Vine
46. Conde Bifrons
47. Marqués Samigina
48. Rey / Presidente Zagan
49. Marqués Orias
50. Presidente Volac
51. Duque Gomory
52. Rey / Conde Decarabia
53. Duque Amduscias
54. Marqués Andras
55. Marqués Andrealphus
56. Presidente Oze
57. Duque Aym
58. Príncipe Orobas
59. Duque Vapula
60. Marqués Cimeries
61. Presidente Amy
62. Duque Flauros
63. Rey Balam
64. Duque Alocer
65. Conde Saleos
66. Duque Vuall
67. Presidente Haagenti
68. Marqués Phoenix
69. Príncipe Stolas